# Dioxypterus vagepictus
Dioxypterus vagepictus là một loài bọ cánh cứng trong họ Elateridae. Loài này được Fairmaire miêu tả khoa học năm 1881.